# André Fraigneau
André Fraigneau, all'anagrafe Fraigneau Amedee Henri Urbain (Nîmes, 15 maggio 1905 – Parigi, 30 aprile 1991), è stato uno scrittore, curatore editoriale e latinista francese.

## Biografia
Illustre latinista e studioso di ellenistica, fu allo stesso tempo romanziere, diarista, saggista e redattore. 
Assunto alle éditions Grasset, è in particolare il curatore delle opere di Marguerite Yourcenar. Era omosessuale e respinse piuttosto brutalmente le avances di quest'ultima. Questa delusione amorosa traspare dal poema in prosa Feux che la Yourcenar pubblicò nel 1935.
Nel 1941 fece parte del gruppo di scrittori francesi che, su invito di Joseph Goebbels, parteciparono al congresso di Weimar. Insieme a lui parteciparono Jacques Chardonne, Marcel Jouhandeau, Pierre Drieu La Rochelle, Robert Brasillach, Ramon Fernandez e Abel Bonnard. Dopo il 1944, il viaggio gli procurò l'iscrizione sulla lista nera del comitato nazionale degli scrittori.
Nel dopoguerra divenne uno degli autori preferiti dagli ussari, come Michel Déon e Antoine Blondin, che lo consideravano un maestro della letteratura.
Nel 1993 Michel Mourlet fondò l'Association des Amis d'André Fraigneau.

## Opere
- Val de Grâce (1930)
- Les Voyageurs transfigurés (1933)
- L'Irrésistible (1935)
- Camp-Volant (1937)
- La Grâce humaine (1938)
- La Fleur de l'âge (1942)
- Le Livre de raison d'un roi fou (1947)
- Journal profane d'un solitaire (1947)
- L'Amour vagabond (1949)
- Port-Royal des Champs (1949)
- Le Songe de l'empereur (1952)
- Roger Nimier (in collaborazione con Antoine Blondin, 1964)
- Les Étonnements de Guillaume Francœur (raccolta, comprende: L'Irrésistible, Camp-Volant e La Fleur de l'âge, 1985)
- L'Arène de Nîmes (1997)
- Les amis d'enfance (1998)
- Bonnes fortunes (1998)
- C'était hier (2001)
- Papiers oubliés dans l'habit (2006)
- En bonne compagnie. Chroniques
- Escales d'un européen (2005).